# Liste d'œuvres et d'expositions de Gianfredo Camesi
Liste d'œuvres et d'expositions de Gianfredo Camesi, artiste-peintre sculpteur suisse né le 24 mars 1940 à Cevio, canton du Tessin.

## Œuvres

### Évolution d'une recherche
| Période            | Titre générique                                                    | Description                                                                       | Technique | Lieu de création               | Principales expositions                     | Illustration |
| ------------------ | ------------------------------------------------------------------ | --------------------------------------------------------------------------------- | --- | ------------------------------ | ------------------------------------------- | ------------ |
| 1957 - 1958        | « D’après les Maîtres Classiques »                                 |                                                                                   | Peintures, études et dessins | Locarno                        |                                             |              |
| 1958 - 1962        | « D’après Nature »                                                 | Langage - Forme - Matière                                                         | Peintures, études et dessins | Locarno et Genève              |                                             |              |
| 1962 - 1963        | « Peinture Sémantique »                                            |                                                                                   | Peintures et dessins | Genève                         |                                             |              |
| 1963 - 1964        | « Expression Libre »                                               |                                                                                   | Peintures et dessins | Genève                         | 1964 Musée Rath, Genève                     |              |
| 1964 - 1965        | « Espace Habité »                                                  | Couleur - Forme - Lumière, progression                                            | Peinture élémentaire |                                |                                             |              |
| 1965 - 1966        | « Espace Habité »                                                  |                                                                                   | Reliefs, dessins et études |                                |                                             |              |
| 1966 - 1967        | « Espace Habité – Mécanisme spatial »                              |                                                                                   | Sculptures – Objets, bois, métal | Genève                         |                                             |              |
| 1967 - 1968        | « Espace Total »                                                   | Point Structure, Espace Structures, Structure Espace                              | Sculptures, métal et plexiglas | Genève                         | 1969 Stedelijk Museum, Amsterdam            |              |
| 1968 - 1969        | « Point Vital »                                                    | Détermination d’Espace, Espace Vital                                              | Objets et environnements fil à plomb et écrits théoriques | Genève                         | 1969 Galerie Bonnier, Genève                |              |
| 1969               | « Conditionnement d'Espace »                                       | Indication - Situation - Tension                                                  | Objets et environnements flèche-flèche et corde; écrits théoriques | Genève                         |                                             |              |
| 1969 - 1970        | « Visualisierte Denkprozesse » (Processus de pensée visualisée)    |                                                                                   | Objets et environnements matériaux, outils divers et écrits théoriques |                                | 1970 Kunstmuseum, Lucerne                   |              |
| 1970 - 1971        | « Objet – Action – Résultat - Devenir »                            | Action - Identification - Éléments                                                | | Amsterdam                      | 1971 Stedelijk Museum, Amsterdam            |              |
| 1970 - 1971        | « Feu, Terre, Eau, Air »                                           |                                                                                   | photos et photomontages, collages, dessins et frottages d’herbes et de terre | Amsterdam                      | 1971 Stedelijk Museum, Amsterdam            |              |
| 1970 - 1971        | « Transmutation Forme de Terre »                                   |                                                                                   | |                                |                                             |              |
| 1971               | « Dimension Unique »                                               | Identification Espace - Temps - Paysages - Autoportrait                           | Action : relation dimension support - surface, nature - peinture | Genève                         |                                             |              |
| 1971 - 1972        | « Transmutation Forme de Terre »                                   |                                                                                   | Sculptures - objets, peintures et dessins |                                |                                             |              |
| 1972               | « Dimension Unique »                                               | Matière Forme du Vide                                                             | Sculptures bois-métal, peintures, collages, photomontages et écrits théoriques |                                | 1973 Biennale de São Paulo                  |              |
| 1972               | « Dimension Unique » « Cosmogonie Paysage » (Veduten aus Menzonio) | Transmutation Forme de Terre                                                      | Dessins, mine de plomb et frottages sur bois et pierre. Objets et environnements bois et pierre                                                                                             | Menzonio                       | 1973 Biennale de São Paulo                  |              |
| 1973               | « Dimension Unique »                                               | Transmutation Forme de Terre                                                      | Aquarelles, frottages d’herbe et de terre, objets en bois et pierre | Menzonio                       | 1973 Biennale de São Paulo                  |              |
| 1974               | « Dimension Unique »                                               | Transmutation Forme de Terre - Spazio Misura del Tempo (Espace mesure du Temps)   | Aquarelles, dessins, photos, collages matériaux divers, reliefs | Blankenstein                   |                                             |              |
| 1975               | « Dimension Unique »                                               | Transmutation Forme de Terre - Cosmogonie Paysage                                 | Peinture, aquarelles, dessins, reliefs, objets bois – pierre – métal et matériaux divers - objets trouvés                                                                                   | Bages                          |                                             |              |
| 1975-1976          | « Dimension Unique »                                               | Transmutation Forme de Terre - Espace - Matière, Matière - Espace, Action - Temps | Peintures et dessins | Fontenay-aux-Roses             |                                             |              |
| 1976-1977          | « Chemin du Corps »                                                | (Action huile sur toile)                                                          | | Fontenay-aux-Roses             |                                             |              |
| 1977-1978          | « Dimension Unique »                                               | Transmutation Forme de Terre - Spazio Misura del Tempo                            | Actions peinture – écriture : huiles sur toile, huile sur papier, fusains et écrits théoriques. Suite de collages, reliefs : bois, papier, journaux, dessins, peintures et matériaux divers | Fontenay-aux-Roses             |                                             |              |
| 1978-1979          | « Dimension Unique »                                               | Transmutation Forme de Terre - Spazio Misura del Tempo « Cosmogonie »             | Formation (suite d’action peinture – écriture) | Fontenay-aux-Roses             |                                             |              |
| 1977-1980          | « COSMOGONIE 0 – 1 – 0 »                                           | Théâtre des Signes                                                                | Décriture. Bois et papier, collages à technique mixte | Menzonio et Fontenay-aux-Roses | 1985 Musée Rath, Genève                     |              |
| 1980-1981          | « Le Corps Intérieur » « Décriture » « Cosmographie »              | Action, peinture, matière                                                         | Huile sur toile, papier, objets | Paris                          |                                             |              |
| 1982               | « Objets Témoins »                                                 | Paysages, portraits                                                               | Objets, peinture | Perugia                        |                                             |              |
| 1983               | « Corps - Matière – Portrait »                                     |                                                                                   | |                                |                                             |              |
| 1984               | « Visible - Invisible »                                            |                                                                                   | |                                |                                             |              |
| 1984-1985          | « Alchimie de la Vision - Archéologie de la Pensée »               |                                                                                   | compositions granit, bois, verre, pierre et couleur | Menzonio                       | 2000 Oratorio della Beata Vergine, Menzonio |              |
| 1986               | « Corps - Geste » « Corps - Intérieur » « Corps - Lumière »        |                                                                                   | Actions techniques mixtes sur toile | Paris                          |                                             |              |
| 1986               | « Espace Courbe »                                                  |                                                                                   | | Paris                          |                                             |              |
| 1986               | « Lambda »                                                         | Projets d'installations                                                           | acrylique et craie sur toile ; acrylique et huile sur bois | Paris                          |                                             |              |
| 1987               | « Lambda » – Espace Psycho-Biodynamique »                          | Installation                                                                      | Acier et technique mixte | Tōkyō                          | 1987 Musée d'art de Meguro, Tōkyō           | ;            |
| 1988               | « Lambda » – Espace Psycho-Biochromatique »                        | Installation                                                                      | Acier et technique mixte | Paris                          | 1988 Centre culturel Suisse, Paris          |              |
| 1989               | « Lambda » – Espace-Lieu de la Rencontre »                         |                                                                                   | Peinture, sculpture et installations |                                |                                             |              |
| 1990               | « Cosmogonie Terrestre »                                           | Expression de l’Unité                                                             | Action - Corps - Signe, Le Geste de la Mémoire |                                |                                             |              |
| 1990               | « Forme de Lumière »                                               |                                                                                   | Huile sur toile | Paris                          |                                             |              |
| 1990               | « Peinture - Portrait »                                            |                                                                                   | Miroir et huile sur toile | Paris                          |                                             |              |
| 1991               | « Terrestre »                                                      |                                                                                   | Humus, frottages et peinture | Menzonio                       |                                             |              |
| 1992 - 1993        | « Transfiguration »                                                |                                                                                   | Matériaux divers, huile sur toile | Menzonio                       |                                             |              |
| 1993 - 1997        | « Vacuité »                                                        |                                                                                   | |                                | 1994 Kunstmuseum, Berne                     |              |
| 1998               | « Vacuité Terrestre »                                              |                                                                                   | | Vienne                         |                                             |              |
| 2002 - 2003 (1976) | « Chemin du Corps »                                                | (Action huile sur toile)                                                          | | Cologne                        |                                             |              |
| 2004               | « Transcendantalité verticale »                                    |                                                                                   | Techniques mixtes sur toile - crayon sur papier | Cologne                        | 2011 Musée cantonal d'art, Lugano           |              |
| 2005               | « Transcendantalité horizontale »                                  |                                                                                   | Techniques mixtes sur toile - crayon sur papier | Cologne                        | 2011 Musée cantonal d'art, Lugano           |              |
| 2005 - 2007        | « Plénitude »                                                      | Installation                                                                      | Acrylique sur toile et granit | Cologne                        | 2007 Galerie DKM, Duisbourg                 |              |
| 2006 - 2007        | « Plénitude »                                                      |                                                                                   | Acrylique sur toile | Cologne                        | 2011 Musée cantonal d'art, Lugano           |              |
| 2008 - 2010        | « Eccéité »                                                        |                                                                                   | | Cologne                        | 2011 Musée cantonal d'art, Lugano           |              |

### Dans l'espace public

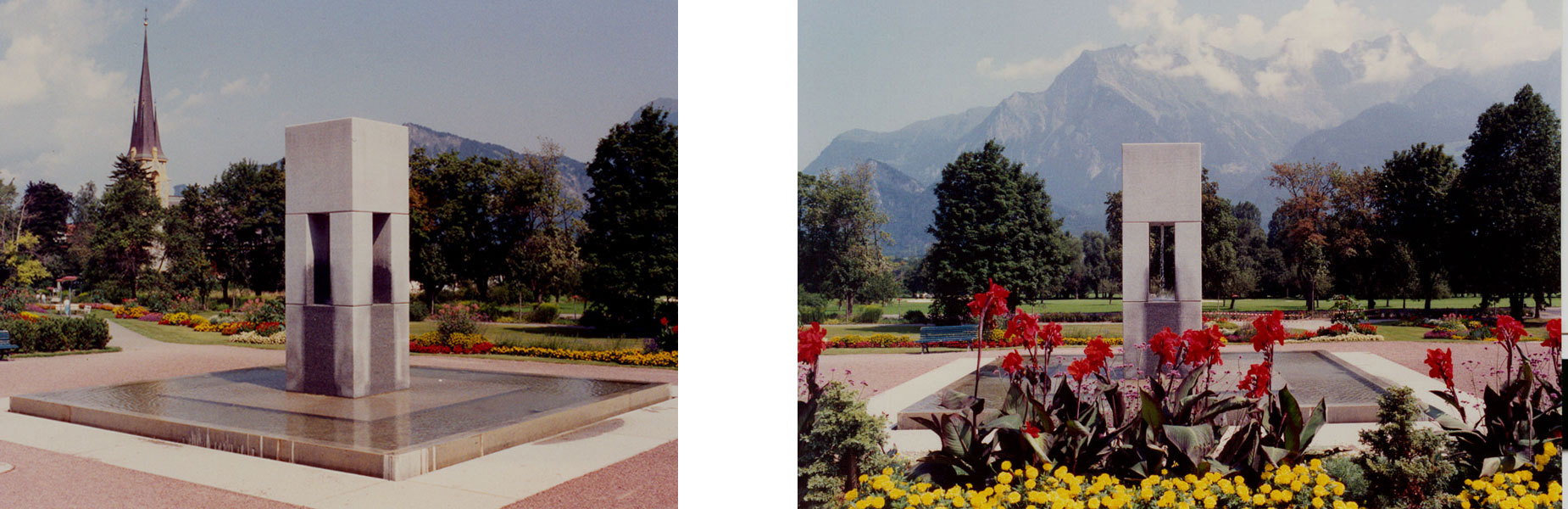
Sculpture fontaine à Bad Ragaz, 1990.

De nombreuses réalisations de Gianfredo Camesi, sur commande ou sur concours, sont visibles dans des lieux publics en Suisse.
La sculpture au complexe polyvalent «Mittenza» à Muttenz (1973) est inscrite à l'inventaire des œuvres artistiques protégée du canton de Bâle-Campagne depuis le 17 février 2003 au titre d'une œuvre représentative d'intégration dans le domaine public et construit.
La  Chapelle « Oratorio della Beata Vergine » à Menzonio, son village natal, abrite une partie de l'œuvre qu'il a créée ici en 1984-1986 : « ALCHIMIE DE LA VISION – ARCHÉOLOGIE DE LA PENSÉE - Genesi di un'opera » (Genèse d'une œuvre).

#### Liste
| Année | Commune       | Lieu                                                               | Coordonnées                 | Réalisation | Photographie |
| ----- | ------------- | ------------------------------------------------------------------ | --------------------------- | --- | ------------ |
| 1970  | Locarno       | Chapelle de la Maison des Jeunes - Via Cittadella, 20              | 46° 10′ 11″ N, 8° 47′ 36″ E | Chemin de croix (plexiglas et métal chromé).                                                                                         |              |
| 1972  | Langendorf    | Église catholique du centre œcuménique, Stöcklimattstrasse 22,     | 47° 13′ 16″ N, 7° 31′ 03″ E | Ensemble des objets de culte (métal chromé, plexiglas, bois, béton).                                                                 |              |
| 1973, | Muttenz       | Complexe polyvalent « Mittenza », Hauptstrasse 4                   | 47° 31′ 23″ N, 7° 38′ 44″ E | Sculpture (Béton, métal émaillé polychrome, lumière).                                                                                |              |
| 1975  | Bienne        | Église St-Benoît - Temple allemand, Place du Ring 2, Esplanade sud | 47° 08′ 29″ N, 7° 14′ 48″ E | Sculpture « Polarisation Unité » (arbre, granit, pierre); 6e exposition Suisse de sculpture.                                         |              |
| 1980  | Lausanne      | École Polytechnique Fédérale (EPFL-Écublens), Avenue Piccard       | 46° 31′ 12″ N, 6° 34′ 07″ E | Sculpture - environnement « Polarisation Cosmogonique » (arbre, béton, pierres).                                                     |              |
| 1986  | Neuchâtel     | Université, faculté des Lettres, Rue Louis-Agassiz 1               | 46° 59′ 36″ N, 6° 56′ 32″ E | Sculpture - environnement « Anamorphose ». Formation - Transformation (pierre, granit, béton, métal).                                |              |
| 1989  | La Neuveville | Maison « Mon Repos », Chemin des Vignolans 34                      | 47° 03′ 59″ N, 7° 06′ 13″ E | Sculpture - Installation « LAMBDA », Polarisation (fer, acier inoxydable).                                                           |              |
| 1990  | Bad Ragaz     | Station thermale et Grand-Hôtel                                    |                             | « Le temple de l'eau » Sculpture – Fontaine (granit, béton).                                                                         |              |
| 1991  | Menzonio      | Chapelle « Oratorio della Beata Vergine »                          | 46° 21′ 38″ N, 8° 38′ 26″ E | « Genesi di un'opera » (reliefs polychromes en granit, bois et verre). Autel, ambon et croix (granit, papier, verre, bois et métal). |              |
| 1991  | Genève        | Bibliothèque Municipale de la Cité, Place des Trois-Perdrix 5      | 46° 12′ 11″ N, 6° 08′ 42″ E | Sculpture – environnement, puits de lumière « Spirale - Labyrinthe » (aluminium thermolaqué, miroir), 1991.                          |              |
| 1991  | Wettingen     | Alberich Zwyssigstrasse                                            | 47° 27′ 29″ N, 8° 18′ 56″ E | Sculpture monumentale « Ciel-Terre-Ciel »; Exposition en plein air « Kunst Weg »                                                     |              |
| 1992  | Delémont      | Nouvelle imprimerie du « Démocrate »                               |                             | Sculpture sur plan d'eau « Terrestre » (granit et miroir).                                                                           |              |
| 1995  | Melide        | Église SS. Quirico e Giulitta, Vicolo Maestri Comacini 12          | 45° 57′ 17″ N, 8° 56′ 56″ E | Chemin de croix et ensemble des objets de culte (granit, plexiglas, métal et bois).                                                  |              |
| 1996  | Chiasso       | Banque « Crédit Suisse »                                           |                             | « Spazio-Forma-Luce e Arco » Œuvre dans l’entrée et atrium de la banque.                                                             |              |
| 1997  | Cureglia      | Casa Rusca                                                         |                             | « Vacuité ». |              |
| 1999  | Brè           | Place de                                                           |                             | « Vacuité ». |              |
| 2000  | Brontallo     | Église paroissiale                                                 | 46° 21′ 19″ N, 8° 37′ 44″ E | Chemin de croix. |              |
| 2009, | Prato         | Mairie de Lavizzara                                                |                             | « Spazio-misura del tempo - Genesi ».                                                                                                |              |

### Dans les musées et collections
| Nom                        | Ville             | Pays      |
| -------------------------- | ----------------- | --------- |
| Kunstmuseum                | Aarau             | Suisse    |
| Stedelijk Museum           | Amsterdam         | Hollande  |
| Museo Villa dei Cedri      | Bellinzone        | Suisse    |
| Kunstmuseum                | Berne             | Suisse    |
| Museo di Vallemaggia       | Cevio             | Suisse    |
| Museum DKM                 | Duisbourg         | Allemagne |
| Museum of Modem Art        | Fort Worth, Texas | USA       |
| Musée d'art et d'histoire  | Genève            | Suisse    |
| Musée des Beaux-Arts       | Lausanne          | Suisse    |
| Lentos Kunstmuseum         | Linz              | Autriche, |
| Musée cantonal             | Lugano            | Suisse    |
| Musée d'art et d'histoire  | Neuchâtel         | Suisse,   |
| MoMA Museum of modern art  | New York, NY      | USA,      |
| Fondation Art Contemporain | Paris             | France    |
| Museum zur Allerheiligen   | Schaffhouse       | Suisse    |
| Meguro Museum of Art       | Tōkyō             | Japon     |
| Kunsthaus                  | Zurich            | Suisse    |

| Intitulé   | Nom                                | Lieu                                                                |
| ---------- | ---------------------------------- | ------------------------------------------------------------------- |
| Collection | Marguerite Arp                     | Locarno                                                             |
| Banque     | Bär                                | Zurich                                                              |
| Collection | Arts visuels de la ville de Bienne | Bienne,                                                             |
| Banque     | BNP Paribas (Suisse) SA            | Genève                                                              |
| Banque     | Hypothécaire du canton de Genève   | Genève                                                              |
| Banque du  | Gothard                            | Lugano et Zurich                                                    |
| Collection | André L’Huillier                   | Genève. Quelques œuvres visibles à l’hôtel Touring Balance, Genève. |
| Collection | Dr. Hans Koenig                    | Zurich                                                              |
| Assurances | Mobilière                          | Berne,                                                              |
| Collection | Galerie Noëlla G                   | La Neuveville                                                       |
| Collection | Seedamm-Kulturzentrum              | Pfäffikon                                                           |
| Banque     | Suisse italienne (BSI)             | Lugano                                                              |
| Banque     | Cantonale du Tessin                | Bellinzone                                                          |
| Banque     | Union de Banque Suisse             | Zurich                                                              |
| Collection | Galerie Renée Ziegler              | Zurich,                                                             |

### Écrits
Quelques expressions formulées par Camesi dans son travail, certaines publiées à l'occasion des vœux de fin d'année.
| - Tu Vis cet Instant que Je Vis. (1974) - La Solitude est le privilège des étoiles, car elles sont en nombre infini. (1979) - Arraché des Ténèbres le Geste prend Forme de Lumière. | - L’Univers est en nous, le Monde est son Miroir. - FACE A DOS JE SUIS TOI VIE (1986) - « Transfiguration » La profondeur est à la surface le miroir de l'Infini, l'expression de la Vacuité Cosmique. (1993) |

## Expositions
| Année        | Ville | Pays                                                                              | Intitulé lieu d'exposition | Nom lieu d'exposition | Titre exposition | Indiv. / coll. | Catalogue |
| ------------ | --- | --------------------------------------------------------------------------------- | -------------------------- | --- | --- | -------------- | --------- |
| 1962         | Genève | Suisse                                                                            | Galerie                    | Club | | Individuelle   |           |
| 1963         | Genève | Suisse                                                                            | Galerie                    | SMA | | Collective     |           |
| 1964         | Genève | Suisse                                                                            | Musée                      | Rath | Le drame de la vie | Individuelle   |           |
| 1964         | Florence | Italie                                                                            | Galerie                    | Numero | | Individuelle   | Oui       |
| 1964         | Milan | Italie                                                                            | Galerie                    | Numero | | Individuelle   | Oui       |
| 1964         | Milan | Italie                                                                            | Galerie                    | Numero | « Collettiva » | Collective     |           |
| 1964         | Genève | Suisse                                                                            | Musée                      | Rath | Peinture, sculpture | Collective     | Oui       |
| 1964         | Florence | Italie                                                                            | Galerie                    | Numero | « Mostra internazionale d'arte d'avanguardia »                                                                             | Collective     | Oui       |
| 1964         | Cinquale, Ronchi di Massa                                                                                       | Italie                                                                            |                            | Garden house | « Mostra internazionale d'arte d'avanguardia »                                                                             | Collective     | Oui       |
| 1964         | Florence | Italie                                                                            | Galerie                    | Numero | « Piccolo formato natale »                                                                                                 | Collective     |           |
| 1964         | Stuttgart | Allemagne                                                                         | Galerie                    | Senatore | | Collective     |           |
| 1965         | Rome | Italie                                                                            | Galerie                    | Numero | | Individuelle   | Oui       |
| 1965         | Venise | Italie                                                                            | Galerie                    | Numero | | Individuelle   | Oui       |
| 1965         | Lausanne | Suisse                                                                            | Musée                      | cantonal des Beaux-Arts | 5e Salon des jeunes | Collective     | Oui       |
| 1965         | Genève | Suisse                                                                            | Galerie                    | La Tour | | Collective     | Oui       |
| 1965         | Florence | Italie                                                                            | Galerie                    | Numero | « M mostra internazionale Numero 70 artisti »                                                                              | Collective     | Oui       |
| 1965 - 1966  | Itinéraire : Rome, Venise, Milan                                                                                | Italie                                                                            | Galerie                    | Numero | Exposition itinérante « Mostra premio omaggio a Dante »                                                                    | Collective     | Oui       |
| 1966         | Florence | Italie                                                                            | Galerie                    | Numero | « Numero presenta Piccolo formato »                                                                                        | Collective     |           |
| 1966         | Gênes | Italie                                                                            | Galerie                    | La Carabaga | Set di Numero | Collective     | Oui       |
| 1966         | Milan | Italie                                                                            | Galerie                    | Numero | Set di Numero | Collective     | Oui       |
| 1966         | Vérone | Italie                                                                            | Galerie                    | Zero | Set di Numero | Collective     | Oui       |
| 1966         | Rome | Italie                                                                            | Galerie                    | Numero | Set di Numero | Collective     | Oui       |
| 1966         | Turin | Italie                                                                            | Galerie                    | Punto | Set di Numero | Collective     | Oui       |
| 1965         | Palerme | Italie                                                                            | Galerie                    | Il Punto | Set di Numero | Collective     | Oui       |
| 1966         | Sciacca | Italie                                                                            | Galerie                    | Il Punto | Set di Numero | Collective     | Oui       |
| 1966         | Venise | Italie                                                                            | Galerie                    | Numero | Set di Numero | Collective     | Oui       |
| 1966         | Florence | Italie                                                                            | Galerie                    | Numero | Set di Numero | Collective     | Oui       |
| 1966         | Florence | Italie                                                                            | Galerie                    | Numero | « Numero estate 1966 internazionale »                                                                                      | Collective     | Oui       |
| 1966         | Florence | Italie                                                                            | Galerie                    | Numero | | Collective     | Oui       |
| 1966         | Locarno | Suisse                                                                            | Éditeur                    | Éditions Ateliers Lafranca | Éditions Ateliers Lafranca                                                                                                 | Collective     | Oui       |
| 1967         | Naples | Italie                                                                            | Galerie                    | Modern Art Agency | Set di Numero | Collective     | Oui       |
| 1967         | Florence | Italie                                                                            | Galerie                    | Numero | « Numero Piccolo formato »                                                                                                 | Collective     |           |
| 1967         | Genève | Suisse                                                                            | Musée                      | Rath | Peinture, sculpture | Collective     | Oui       |
| 1968         | Soleure | Suisse                                                                            | Galerie                    | Friederich Tschanz | | Individuelle   |           |
| 1968         | Vira-Gambarogno                                                                                                 | Suisse                                                                            | Plein air                  | Espace public | Exposition suisse de sculpture en plein air                                                                                | Collective     | Oui       |
| 1968         | Genève | Suisse                                                                            | Galerie                    | Alexandre Iolas | | Collective     |           |
| 1968         | Zurich | Suisse                                                                            | Galerie                    | Palette | « Recherche et expérimentation »                                                                                           | Collective     |           |
| 1968         | Amsterdam | Pays-Bas                                                                          | Galerie                    | Swart | | Collective     |           |
| 1969         | Amsterdam | Pays-Bas                                                                          | Galerie                    | Art and Project | « Environnement, Point Vital »                                                                                             | Individuelle   |           |
| 1969         | Venise | Italie                                                                            | Galerie                    | Bruno Alfieri | « Mise en évidence » ou « Structures »                                                                                     | Individuelle   |           |
| 1969         | Genève | Suisse                                                                            | Galerie                    | Bonnier | « Détermination d’espace – Point Vital »                                                                                   | Individuelle   |           |
| 1969         | Bâle | Suisse                                                                            | Galerie                    | Art Moderne | « Dimensionen 1969. Schweizer Maler, Bildhauer und Gestalter »                                                             | Collective     | Oui       |
| 1969         | Amsterdam | Pays-Bas                                                                          | Musée                      | Stedelijk Museum | « 22 jeunes artistes suisses »                                                                                             | Collective     | Oui       |
| 1969         | Berne | Suisse                                                                            | Musée                      | Kunsthalle | « 22 jeunes artistes suisses »                                                                                             | Collective     | Oui       |
| 1969         | Sion | Suisse                                                                            | Musée                      | Majorie | Recherche et expérimentation                                                                                               | Collective     |           |
| 1969         | Gand | Belgique                                                                          | Galerie                    | Plus Kern | 223 m3 | Collective     |           |
| 1969         | Berne | Suisse                                                                            | Musée                      | Kunsthalle | « Pläne und Projekte als Kunst » (Plans et projets en tant qu'Art)                                                         | Collective     | Oui       |
| 1969         | Munich | Allemagne                                                                         |                            | Aktionsraum 1 | « Pläne und Projekte als Kunst » (Plans et projets en tant qu'Art)                                                         | Collective     | Oui       |
| 1969         | Zurich | Suisse                                                                            | École                      | École polytechnique fédérale de Zurich                                                                                          | Éditions Ateliers Lafranca, Collection graphique                                                                           | Collective     |           |
| 1969 - 1970  | Zurich | Suisse                                                                            | Galerie                    | Renée Ziegler | « Multiples und Objekte von Gianfredo Camesi »                                                                             | Individuelle   | Oui       |
| 1970         | Zurich | Suisse                                                                            | Galerie                    | Renée Ziegler | Gianfredo Camesi | Individuelle   |           |
| 1970         | Anvers | Belgique                                                                          | Galerie                    | X One | « Intervention ville, relation d'Espace »                                                                                  | Individuelle   |           |
| 1970         | Hambourg | Allemagne                                                                         | Musée                      | Kunsthalle | « Pläne und Projekte als Kunst » (Plans et projets en tant qu'Art)                                                         | Collective     | Oui       |
| 1970         | Klagenfurt | Autriche                                                                          |                            | Kunstlerhaus | « Moderne Schweizer Graphik »                                                                                              | Collective     | Oui       |
| 1970         | Lucerne | Suisse                                                                            | Musée                      | Kunstmuseum | « Visualisirte Denkprozesse » (Processus de pensée visualisée)                                                             | Collective     | Oui       |
| 1970         | Genève | Suisse                                                                            | Musée                      | Athénée, salle Jules Crosnier                                                                                                   | Le meuble créé par l'artiste, prix Boris Oumansky                                                                          | Collective     | Oui       |
| 1970         | Genève | Suisse                                                                            | Salle polyvalente          | Cité Universitaire, Salle Simon F. Patino (Cité Bleue)                                                                          | Camesi, Candolfi, Huber, Minkoff                                                                                           | Collective     | Oui       |
| 1970         | Bienne | Suisse                                                                            | Plein air                  | Espace public | Exposition de Sculpture Suisse en plein air (5e)                                                                           | Collective     | Oui       |
| 1970         | Londres | Grande-Bretagne                                                                   | Galerie                    | Whitechapel | « 3 to ∞ New multiple art »                                                                                                | Collective     | Oui       |
| 1971         | Amsterdam | Pays-Bas                                                                          | Musée                      | Stedelijk Museum | « Gianfredo Camesi. Vuur,/Water/aarde/lucht » Rétrospective théorique 1968 - 1970                                          | Individuelle   | Oui       |
| 1971         | Zurich | Suisse                                                                            | Galerie                    | Renée Ziegler | « Dimension Unique » | Individuelle   |           |
| 1971         | New York, NY | USA                                                                               | Centre culturel            | The Cultural Center | « The Swiss Avangarde » (L'Avant-garde Suisse) (affiche)                                                                   | Collective     | Oui       |
| 1971         | Cologne | Allemagne                                                                         | Manifestation              | | Kölner Kunstmarkt '71 (Galerie Renée Ziegler)                                                                              | Collective     |           |
| 1971         | Bolzano | Italie                                                                            | Manifestation              | Palazzo della Fiera | Biennale « rencontre Italo-Suisse » (4e)                                                                                   | Collective     | Oui       |
| 1971         | Munich | Allemagne                                                                         | Salles d'exposition        | Staatliche Graphische Sammlung                                                                                                  | Exposition itinérante « Le dessin Suisse du XXe siècle »                                                                   | Collective     | Oui       |
| 1971         | Winterthour | Suisse                                                                            | Musée                      | Kunstmuseum | Exposition itinérante « Le dessin Suisse du XXe siècle »                                                                   | Collective     | Oui       |
| 1971         | Berne | Suisse                                                                            | Musée                      | Kunstmuseum | Exposition itinérante ' « Le dessin Suisse du XXe siècle »                                                                 | Collective     | Oui       |
| 1971         | Genève | Suisse                                                                            | Musée                      | Art et d'histoire (Rath) | Exposition itinérante « Le dessin Suisse du XXe siècle »                                                                   | Collective     | Oui       |
| 1971         | Bonn | Allemagne                                                                         | Musée                      | Rheinisches Landesmuseum | Exposition itinérante « Le dessin Suisse du XXe siècle »                                                                   | Collective     | Oui       |
| 1971         | Hanovre | Allemagne                                                                         | Musée                      | Kunstverein | Exposition itinérante « Le dessin Suisse du XXe siècle »                                                                   | Collective     | Oui       |
| 1971         | Kiel | Allemagne                                                                         | Musée                      | Kunsthalle | Exposition itinérante « Le dessin Suisse du XXe siècle »                                                                   | Collective     | Oui       |
| 1971         | Lausanne | Suisse                                                                            | Musée                      | Arts décoratifs | Exposition itinérante « Le dessin Suisse du XXe siècle »                                                                   | Collective     | Oui       |
| 1971         | Genève | Suisse                                                                            | Musée                      | Rath | Exposition itinérante « Le dessin Suisse du XXe siècle »                                                                   | Collective     | Oui       |
| 1971         | Gand | Belgique                                                                          | Galerie                    | Plus Kern | « Intervention » | Collective     |           |
| 1971         | Cortaillod | Suisse                                                                            | Galerie                    | Créations | | Collective     | Oui       |
| 1971         | Paris | France                                                                            | Manifestation              | Parc Floral | Biennale de Paris « Intervention : MOI »                                                                                   | Collective     | Oui       |
| 1971         | Genève | Suisse                                                                            | Musée                      | Art et d'histoire | « Salon de la Jeune Gravure Suisse » (3e)                                                                                  | Collective     | Oui       |
| 1971         | Zurich | Suisse                                                                            | Galerie                    | Renée Ziegler | | Collective     |           |
| 1971         | Genève | Suisse                                                                            | Galerie                    | Ziegler | | Collective     |           |
| 1972         | Genève | Suisse                                                                            | Galerie                    | Bonnier | « Transmutation Forme de Terre »                                                                                           | Individuelle   | Oui       |
| 1972         | Genève | Suisse                                                                            | Galerie                    | Ziegler | « Dessins de Menzonio, 1972 »                                                                                              | Individuelle   |           |
| 1972         | Paris | France                                                                            | Manifestation              | Grand Palais | « 31 Artistes suisses Contemporains »                                                                                      | Collective     | Oui       |
| 1972         | Aix-en-Provence                                                                                                 | France                                                                            | Galerie                    | Relais Culturel | « Expo 500 » | Collective     |           |
| 1972         | Milan | Italie                                                                            | Salles d'exposition        | Rotonda della Besana | « Giovane Arte Svizzera » (Jeunes artistes Suisses)                                                                        | Collective     | Oui       |
| 1972         | Montreux | Suisse                                                                            | Galerie                    | Impact | « Espace Situation 72 » | Collective     | Oui       |
| 1972         | Olten | Suisse                                                                            | Salles d'exposition        | Stadthaus | « Junge Schweizer Kunst » (Jeunes artistes Suisses)                                                                        | Collective     |           |
| 1972         | Lausanne | Suisse                                                                            | Musée                      | cantonal des Beaux-Arts | « Implosion » - Musée expérimental III                                                                                     | Collective     | Oui       |
| 1972         | Bochum | Allemagne                                                                         | Musée                      | Städtisches Museum | Exposition itinérante « Profile X », l'Art en Suisse aujourd'hui                                                           | Collective     | Oui       |
| 1972         | Lübeck | Allemagne                                                                         |                            | | Exposition itinérante « Profile X », l'Art en Suisse aujourd'hui                                                           | Collective     | Oui       |
| 1972         | Graz | Autriche                                                                          | Galerie                    | Neue Galerie am Joanneum | Exposition itinérante « Profile X », l'Art en Suisse aujourd'hui                                                           | Collective     | Oui       |
| 1972         | Cassel | Allemagne                                                                         | Manifestation              | documenta | « Documenta 5, mini musée de Herbert Distel »                                                                              | Collective     |           |
| 1972         | Tel-Aviv | Israël                                                                            | Musée                      | Art Moderne | « Contemporary Swiss Art » (Art contemporain Suisse)                                                                       | Collective     | Oui       |
| 1972         | Bâle | Suisse                                                                            | Musée                      | Kunsthalle | « 11 artistes de la Suisse Romande »                                                                                       | Collective     | Oui       |
| 1972         | Genève | Suisse                                                                            | Musée                      | Rath | « La Blessure » | Collective     | Oui       |
| 1972         | Genève | Suisse                                                                            | Musée                      | Art et d'histoire | « Xylon VI » | Collective     | Oui       |
| 1973         | Zurich | Suisse                                                                            | Galerie                    | Renée Ziegler | « Dessins de Menzonio, 1972 »                                                                                              | Individuelle   |           |
| 1973         | São Paulo | Brésil                                                                            | Manifestation              | Biennale de São Paulo | Biennale, (XIIe) (représentation suisse)                                                                                   | Individuelle   | Oui       |
| 1973         | Zurich | Suisse                                                                            | Musée                      | Helmhaus | Exposition itinérante « Tell 73 »                                                                                          | Collective     | Oui       |
| 1973         | Berne | Suisse                                                                            | Musée                      | Kunsthalle | Exposition itinérante « Tell 73 »                                                                                          | Collective     | Oui       |
| 1973         | Lugano | Suisse                                                                            | Musée                      | Civique des Beaux-Arts, Villa Ciani                                                                                             | Exposition itinérante « Tell 73 »                                                                                          | Collective     | Oui       |
| 1973         | Lausanne | Suisse                                                                            | Musée                      | cantonal des Beaux-Arts | Exposition itinérante « Tell 73 »                                                                                          | Collective     | Oui       |
| 1973         | Schaffhouse | Suisse                                                                            | Musée                      | zur Allerheiligen | « Kunstmacher 73 » | Collective     | Oui       |
| 1973         | Locarno | Suisse                                                                            | Éditeur                    | Éditions Ateliers Lafranca | Éditions Ateliers Lafranca                                                                                                 | Collective     |           |
| 1973         | Genève | Suisse                                                                            | Salles d'exposition        | Fondation Simon F. Patino | Semaines d'art contemporain « Invitation, Menzonio 1972 »                                                                  | Collective     | Oui       |
| 1973         | Omaha, Nebraska                                                                                                 | USA                                                                               | Musée                      | Joslyn Art | « Young Swiss Artists » (Jeunes artistes Suisses)                                                                          | Collective     |           |
| 1973         | San Diego, Californie                                                                                           | USA                                                                               |                            | | « Fluxus West » (New Swiss Art)                                                                                            | Collective     |           |
| 1974         | Genève | Suisse                                                                            | Galerie                    | Bonnier | « Dimension unique – Transmutation forme de terre »                                                                        | Individuelle   |           |
| 1974         | Genève | Suisse                                                                            | Galerie                    | Ziegler | « Dimension unique – Transmutation forme de terre »                                                                        | Individuelle   |           |
| 1974         | Zurich | Suisse                                                                            | Galerie                    | Renée Ziegler | Participation suisse à la XIIe) Biennale de São Paulo                                                                      | Individuelle   |           |
| 1974         | Bâle | Suisse                                                                            | Manifestation              | Art Basel | Art 5’74 « Dimension unique – Transmutation forme de terre », 1970 – 1974 (galeries Bonnier et Renée Ziegler)              | Individuelle   |           |
| 1974         | Berlin | Allemagne                                                                         |                            | Neuer Berliner Kunstverein | « Multiples » | Collective     |           |
| 1974         | Bâle | Suisse                                                                            | Manifestation              | Art Basel | ART/74. Galerie Bonnier. Galerie Renée Ziegler.                                                                            | Collective     |           |
| 1974         | Winterthour | Suisse                                                                            | Musée                      | Kunstmuseum | Exposition itinérante « Ambiante 74 », 27 artistes suisses                                                                 | Collective     | Oui       |
| 1974         | Genève | Suisse                                                                            | Musée                      | Rath | Exposition itinérante « Ambiante 74 », 27 artistes suisses                                                                 | Collective     | Oui       |
| 1974         | Lugano | Suisse                                                                            | Musée                      | Art moderne, Villa Malpensata                                                                                                   | Exposition itinérante « Ambiante 74 », 27 artistes suisses                                                                 | Collective     | Oui       |
| 1974         | Genève | Suisse                                                                            | Plein air                  | Espace public | Sculptures en ville, 17 artistes suisses : « Cosmologie » ( Place du Perron)                                               | Collective     |           |
| 1974         | Genève | Suisse                                                                            | Musée                      | Athénée | « Autobiographie » (concours Boris Umanski)                                                                                | Collective     |           |
| 1974         | Genève | Suisse                                                                            | Musée                      | Rath | Biennale suisse de l'image multipliée                                                                                      | Collective     | Oui       |
| 1974         | San Diego, Californie                                                                                           | USA                                                                               |                            | | « Fluxus West » (selected from the archives)                                                                               | Collective     |           |
| 1974         | Aarau | Suisse                                                                            | Musée                      | Kunsthaus | Exposition itinérante « Schweiz im Bild, Bild der Schweiz »                                                                | Collective     | Oui       |
| 1974         | Lausanne | Suisse                                                                            | Musée                      | arts décoratifs | Exposition itinérante « Schweiz im Bild, Bild der Schweiz »                                                                | Collective     | Oui       |
| 1974         | Lugano | Suisse                                                                            | Musée                      | Civique des Beaux-Arts, Villa Ciani                                                                                             | Exposition itinérante « Schweiz im Bild, Bild der Schweiz »                                                                | Collective     | Oui       |
| 1974         | Zurich | Suisse                                                                            | Galerie                    | Helmhaus | Exposition itinérante « Schweiz im Bild, Bild der Schweiz »                                                                | Collective     | Oui       |
| 1975         | Malmö | Suède                                                                             | Galerie                    | Léger | « Aquarelles de Menzonio 1973 »                                                                                            | Individuelle   |           |
| 1975         | Munich | Allemagne                                                                         | Galerie                    | Angst & Orny | « Gravures et aquarelles »                                                                                                 | Individuelle   |           |
| 1975         | Paris | France                                                                            |                            | Porte de la Suisse (Office national suisse du tourisme)                                                                         | « Jeune Gravure suisse » (Organisation : Pro Helvetia)                                                                     | Collective     |           |
| 1975         | Bienne | Suisse                                                                            | Plein air                  | Espace public | Exposition de Sculpture Suisse en plein air (6e)                                                                           | Collective     | Oui       |
| 1975         | Fribourg | Suisse                                                                            | Galerie                    | RB | « Dessin suisse et gravure, Éditions Ateliers Lafranca »                                                                   | Collective     |           |
| 1975         | Avignon | France                                                                            | Festival                   | Palais des papes | Participation suisse | Collective     |           |
| 1975         | Châlon-sur-Saône                                                                                                | France                                                                            |                            | Maison européenne de la photographie                                                                                            | « Photography as Art - Art as Photography »                                                                                | Collective     | Oui       |
| 1975         | Rome | Italie                                                                            | Galerie                    | Numero | « Verifica dell'operare »                                                                                                  | Collective     |           |
| 1975         | Brescia | Italie                                                                            | Galerie                    | Numero | « La mostra ciclo testimonianze 1949 - 1975. (AAB Associazione artisti bresciani) »                                        | Collective     | Oui       |
| 1976         | Stockholm | Suède                                                                             | Galerie                    | Aronowitsch | « Blankenstein 1974 & sculptures »                                                                                         | Individuelle   |           |
| 1976         | Malmö | Suède                                                                             | Galerie                    | Léger | « Blankenstein 1974 & sculptures » (reprise de l'exposition de Stockholm)                                                  | Individuelle   |           |
| 1976         | Brème | Allemagne                                                                         | Musée                      | Kunsthalle | Éditions Ateliers Lafranca                                                                                                 | Collective     |           |
| 1976         | Cassel | Allemagne                                                                         |                            | Fotoforum der Gesamthochschule                                                                                                  | « Photography as Art - Art as Photography »                                                                                | Collective     | Oui       |
| 1976         | Zurich | Suisse                                                                            | Salles d'exposition        | Helmhaus | « Artistes de Genève » | Collective     |           |
| 1976         | San Diego, Californie                                                                                           | USA                                                                               |                            | | « Photodocumentary exhibition »                                                                                            | Collective     |           |
| 1976 - 1977  | Genève | Suisse                                                                            | Musée                      | art et d'histoire | Acquisitions et dons (MAM)                                                                                                 | Collective     | Oui       |
| 1977         | Zurich | Suisse                                                                            | Galerie                    | Renée Ziegler | « Huiles Paris, 1976 - 77 »                                                                                                | Individuelle   |           |
| 1977         | Baden | Suisse                                                                            | Galerie                    | Trudelhaus | « Die Fotografie im Werk von G. Camesi »                                                                                   | Individuelle   | Oui       |
| 1977         | Paris | France                                                                            | Manifestation              | Grand Palais | FIAC, Galeries Renée Ziegler et Bonnier « Bages 1975 »                                                                     | Individuelle   |           |
| 1977         | Zurich | Suisse                                                                            | Musée                      | Kunsthaus | « Malerei und Photographie im Dialog : Von 1840 bis heute » (Peinture et photographie en dialogue : de 1840 à aujourd'hui) | Collective     | Oui       |
| 1977         | Paris | France                                                                            | Manifestation              | Grand Palais | FIAC, Galeries Renée Ziegler et Bonnier « Bages 1975 »                                                                     | Collective     | Oui       |
| 1977         | Locarno | Suisse                                                                            | Salles d'exposition        | Palazzo Sopracenerina | Éditions Ateliers Lafranca                                                                                                 | Collective     |           |
| 1977         | Tōkyō | Japon                                                                             | Galerie                    | Odakyu | « Die Alpen in der Schweizer Malerei » (Les Alpes dans la peinture Suisse)                                                 | Collective     | Oui       |
| 1977         | Coire | Suisse                                                                            | Musée                      | Bündner Kunstmuseum | « Die Alpen in der Schweizer Malerei » (Les Alpes dans la peinture Suisse)                                                 | Collective     | Oui       |
| 1978         | Genève | Suisse                                                                            | Galerie                    | Bonnier | « Spazio Misura del Tempo » (Espace Mesure du Temps)                                                                       | Individuelle   | Oui       |
| 1978         | Berne | Suisse                                                                            | Galerie                    | Loeb | Gianfredo Camesi | Individuelle   |           |
| 1978         | Winterthour | Suisse                                                                            | Musée                      | Kunstmuseum | « Biennale de l'Art Suisse » (3e)                                                                                          | Collective     |           |
| 1978         | Ascona-Brissago                                                                                                 | Suisse                                                                            | Musée                      | Monte Verità | « Monte Verità », exposition organisée par Harald Szeemann                                                                 | Collective     |           |
| 1978         | Genève | Suisse                                                                            | Musée                      | Rath | « Le dessin en Suisse 1978 (la nouvelle génération) »                                                                      | Collective     | Oui       |
| 1978         | Zurich | Suisse                                                                            | Galerie                    | Helmhaus | Exposition itinérante « Collection Banque du Gothard 1979 »                                                                | Collective     | Oui       |
| 1978         | Lausanne | Suisse                                                                            | Musée                      | cantonal des Beaux-Arts | Exposition itinérante « Collection Banque du Gothard 1979 »                                                                | Collective     | Oui       |
| 1978         | Lugano | Suisse                                                                            | Musée                      | Art moderne, Villa Malpensata                                                                                                   | Exposition itinérante « Collection Banque du Gothard 1979 »                                                                | Collective     | Oui       |
| 1979         | Zurich | Suisse                                                                            | Galerie                    | Renée Ziegler | « Spazio Misura del Tempo » (Espace Mesure du Temps)                                                                       | Individuelle   | Oui       |
| 1979         | Stockholm | Suède                                                                             | Galerie                    | Aronowitsch | « Spazio Misura del Tempo » (Espace Mesure du Temps)                                                                       | Individuelle   |           |
| 1979         | Brème | Allemagne                                                                         | Musée                      | Kunsthalle | « Bild und Buch. Vom 15. Jahrhundert bis zur Gegenwart »                                                                   | Collective     | Oui       |
| 1979         | Pfäffikon | Suisse                                                                            | Centre culturel            | Seedamm-Kulturzentrum | '« 30 junge Schweizer Plastiker » (30 jeunes plasticiens Suisses)                                                          | Collective     |           |
| 1979         | Zoug | Suisse                                                                            | Plein air                  | Lac de Zoug | « Kunst auf dem Wasser » (Art sur l'eau)                                                                                   | Collective     | Oui       |
| 1979         | Zurich | Suisse                                                                            | Musée                      | Strauhof | « Schweizer Radierer » | Collective     | Oui       |
| 1979         | Auvernier | Suisse                                                                            | Galerie                    | Numaga | « L'objet préféré de l'artiste »                                                                                           | Collective     | Oui       |
| 1979         | Lausanne | Suisse                                                                            | Salles d'exposition        | Théâtre de Beaulieu | Vente aux enchères en faveur des enfants de « Terre des Hommes »                                                           | Collective     | Oui       |
| 1979         | Stuttgart | Allemagne                                                                         | Salles d'exposition        | Künstlerhaus | « Other Child Book » | Collective     |           |
| 1979         | Maastricht | Pays-Bas                                                                          | Salles d'exposition        | Stadsbibliotheek | « Other Child Book » | Collective     |           |
| 1979         | Heidelberg | Allemagne                                                                         |                            | | « Biennale de la gravure européenne » (1re)                                                                                | Collective     | Oui       |
| 1979         | Bâle | Suisse                                                                            | Manifestation              | Art Basel | ART/79. Galerie Bonnier. Galerie Renée Ziegler.                                                                            | Collective     |           |
| 1979 - 1980  | Genève | Suisse                                                                            | Musée                      | Rath | « Artistes de Genève » (la peinture)                                                                                       | Collective     | Oui       |
| 1980         | Zurich | Suisse                                                                            | Galerie                    | Renée Ziegler | « Blankenstein - Menzonio - Blankenstein »                                                                                 | Individuelle   | Oui       |
| 1980         | Pfäffikon | Suisse                                                                            | Centre culturel            | Seedamm-Kulturzentrum | « Preisträger der Wettbewerbausstellung 30 junge Schweizer Plastiker »                                                     | Collective     | Oui       |
| 1980         | Zurich | Suisse                                                                            | Musée                      | Kunsthaus | « Schweizer Museen sammeln aktuelle Schweizer Kunst »                                                                      | Collective     | Oui       |
| 1980         | Aarau | Suisse                                                                            | Musée                      | Kunsthaus | Éditions Ateliers Lafranca : exposition itinérante « Bon à tirer »                                                         | Collective     | Oui       |
| 1980         | Ludwigshafen am Rhein                                                                                           | Allemagne                                                                         | Musée                      | Kunsthaus | Éditions Ateliers Lafranca : exposition itinérante « Bon à tirer »                                                         | Collective     | Oui       |
| 1980         | Kiel | Allemagne                                                                         | Musée                      | Kunsthalle | Éditions Ateliers Lafranca : exposition itinérante « Bon à tirer »                                                         | Collective     | Oui       |
| 1980         | Ulm | Allemagne                                                                         | Musée                      | Ulmer Museum | Éditions Ateliers Lafranca : exposition itinérante « Bon à tirer »                                                         | Collective     | Oui       |
| 1980         | Bienne | Suisse                                                                            | Plein air                  | Espace public | Exposition de Sculpture Suisse en plein air (7e)                                                                           | Collective     | Oui       |
| 1980         | Innsbruck | Autriche                                                                          | Salles d'exposition        | Tiroler Kunstpavillon | Exposition itinérante « Zeichnungen von 13 Schweizer Bildhauer » (Dessins de 13 sculpteurs Suisses)                        | Collective     | Oui       |
| 1980         | Vienne | Autriche                                                                          | Musée                      | Modern Art Galerie | Exposition itinérante « Zeichnungen von 13 Schweizer Bildhauer » (Dessins de 13 sculpteurs Suisses)                        | Collective     | Oui       |
| 1980         | Klagenfurt | Autriche                                                                          | Musée                      | Kärntner Landesgalerie | Exposition itinérante « Zeichnungen von 13 Schweizer Bildhauer » (Dessins de 13 sculpteurs Suisses)                        | Collective     | Oui       |
| 1980         | Lausanne | Suisse                                                                            | Musée                      | cantonal des Beaux-Arts | « Les Musées suisses collectionnent l'art actuelen Suisse »                                                                | Collective     | Oui       |
| 1980         | Genève | Suisse                                                                            | Musée                      | Rath | « Le dessin suisse 1970-1980 »                                                                                             | Collective     | Oui       |
| 1980         | Tel Aviv | Israël                                                                            | Musée                      | Art Moderne | « Le dessin suisse 1970-1980 »                                                                                             | Collective     | Oui       |
| 1980 - 1981  | Genève | Suisse                                                                            | Musée                      | Rath | « Artistes de Genève » (Média mixtes)                                                                                      | Collective     | Oui       |
| 1981         | Zurich | Suisse                                                                            | Galerie                    | Renée Ziegler | « Dimension unique » | Individuelle   |           |
| 1981,        | Duisbourg | Allemagne                                                                         | Musée                      | Wilhelm Lehmbrück | « Bon à tirer » | Collective     |           |
| 1981         | Genève | Suisse                                                                            | Musée                      | Rath, Cabinet des estampes; musée d'art et d'histoire                                                                           | « Aspects de l'art d'aujourd'hui 1970 - 1980. Les Genevois collectionnent »                                                | Collective     | Oui       |
| 1981 - 1983  | Itinéraire : Genève, Ulm, Athènes, Toulon, Coire et Aarau                                                       | Itinéraire : Suisse, Allemagne, Grèce, France et Suisse                           | Musées                     | Itinéraire : Rath, Ulmer Museum, Pinacothèque nationale, Musée de la ville de Toulon, Bündner Kunstmuseum et Aargauer Kunsthaus | Exposition itinérante « Le dessin suisse 1970 - 1980 »                                                                     | Collective     | Oui       |
| 1982         | Zurich | Suisse                                                                            | Galerie                    | Renée Ziegler | « Cosmogonie » | Individuelle   |           |
| 1982         | Zoug | Suisse                                                                            | Musée                      | Kunstmuseum | « Sculpture de Pierre » | Collective     | Oui       |
| 1982         | Vira-Gambarogno                                                                                                 | Suisse                                                                            | Plein air                  | Espace public | Exposition suisse de sculpture en plein air (3e)                                                                           | Collective     | Oui       |
| 1982         | Granges | Suisse                                                                            |                            | | « Gravure Suisse » | Collective     |           |
| 1983         | Schaffhouse | Suisse                                                                            | Musée                      | zur Allerheiligen | « Cosmogonie, Spazio Misura del Tempo » (affiche)                                                                          | Individuelle   | Oui       |
| 1983         | Zurich | Suisse                                                                            | Banque                     | Société de banque suisse | Exposition itinérante « Schweizer Bildhauer »                                                                              | Collective     | Oui       |
| 1983         | Zurich | Suisse                                                                            | École                      | École polytechnique fédérale de Zurich                                                                                          | « Materie + Form » | Collective     | Oui       |
| 1983         | Berne | Suisse                                                                            | Bâtiment                   | Palais fédéral | « Scultori della Svizzera Italiana a Palazzo Federale »                                                                    | Collective     | Oui       |
| 1983 - 1984  | Zurich | Suisse                                                                            | Galerie                    | Renée Ziegler | « Umbria 1982 » (Ombrie 1982)                                                                                              | Individuelle   |           |
| 1984         | Paris | France                                                                            | Galerie                    | Maximilien Guiol | « Visible - Invisible » | Individuelle   | Oui       |
| 1984         | Genève | Suisse                                                                            | Galerie                    | Bonnier | « Bages 1975 » | Individuelle   |           |
| 1984,        | Locarno | Suisse                                                                            | Éditeur                    | Éditions Ateliers Lafranca | « Publication 5 / Aspects »                                                                                                | Individuelle   |           |
| 1984         | Baden | Suisse                                                                            | Galerie                    | Trudelhaus | | Collective     |           |
| 1984         | Genève | Suisse                                                                            | Musée                      | Athénée | « Collection André L'Huillier »                                                                                            | Collective     |           |
| 1984         | Zoug | Suisse                                                                            | Musée                      | Kunstmuseum | « Neue Schweizer Graphik »                                                                                                 | Collective     | Oui       |
| 1984         | Mainz | Allemagne                                                                         | Musée                      | Gutenberg | Éditions Ateliers Lafranca                                                                                                 | Collective     |           |
| 1984         | Aarau | Suisse                                                                            | Musée                      | Kunstmuseum | « Utopie und Vision » | Collective     | Oui       |
| 1984         | Bruxelles | Belgique                                                                          | Musée                      | Palais des Beaux-Arts | « L'Art et le Temps. Regard sur la quatrième dimension »                                                                   | Collective     |           |
| 1985         | Genève | Suisse                                                                            | Musée                      | Rath | « Cosmogonie 0 – 1 – 0, Théâtre des Signes » (affiche)                                                                     | Individuelle   | Oui       |
| 1985         | Moers | Allemagne                                                                         | Galerie                    | Linie | « Espace – Corps - Signe »                                                                                                 | Individuelle   |           |
| 1985         | Genève | Suisse                                                                            | Musée                      | Rath | « L'Art et le Temps. Regard sur la quatrième dimension »                                                                   | Collective     |           |
| 1985         | Munich | Allemagne                                                                         | Musée                      | Münschnerstadt | « Das Aktfoto. Ansichten von Körper im fotografischen Zeitalter »                                                          | Collective     | Oui       |
| 1985         | Frankfort | Allemagne                                                                         | Musée                      | Kunstverein | « Das Aktfoto. Ansichten von Körper im fotografischen Zeitalter »                                                          | Collective     | Oui       |
| 1985         | Vienne | Autriche                                                                          | Musée                      | Museumm des 20. Jahrhunderts | « Das Aktfoto. Ansichten von Körper im fotografischen Zeitalter »                                                          | Collective     | Oui       |
| 1985         | Mendrisio | Suisse                                                                            | Musée                      | Museo d'Arte | « Carta e Stampa d'arte »                                                                                                  | Collective     | Oui       |
| 1985         | Mannheim | Allemagne                                                                         | Musée                      | Kunsthalle | « L'Art et le Temps. Regard sur la quatrième dimension »                                                                   | Collective     |           |
| 1985         | Môtiers | Suisse                                                                            | Plein air                  | Espace public | Exposition Suisse de Sculpture « Cosmogonie »                                                                              | Collective     |           |
| 1985         | Auvernier | Suisse                                                                            | Galerie                    | Numaga | Exposition de sculpture | Collective     |           |
| 1985         | Zoug | Suisse                                                                            | Musée                      | Kunstmuseum | « Objekt-Kunst » | Collective     |           |
| 1985         | Pfäffikon | Suisse                                                                            | Centre culturel            | Seedamm-Kulturzentrum | « Moderne Kunst - unsere Gegenwart. Ein Brückenschlag zur Schweizer Kunst seit 1939 »                                      | Collective     | Oui       |
| 1986         | Paris | France                                                                            | Galerie                    | Maximilien Guiol | Plié-Déplié | Individuelle   |           |
| 1986         | Mannheim | Allemagne                                                                         | Musée                      | Kunsthalle | « Cosmogonie 0 – 1 – 0, Théâtre des Signes »                                                                               | Individuelle   | Oui       |
| 1986         | Zurich | Suisse                                                                            | Galerie                    | Renée Ziegler | « Alchimie de la Vision – Archéologie de la Pensée »                                                                       | Individuelle   |           |
| 1986         | Genève | Suisse                                                                            | Galerie                    | Bonnier | « Alchimie de la Vision – Archéologie de la Pensée »                                                                       | Individuelle   |           |
| 1986         | Bologne | Italie                                                                            | Manifestation              | | Foire internationale de l'art, représentation Suisse                                                                       | Collective     |           |
| 1986         | Viège | Suisse                                                                            | Plein air                  | Espace public | Exposition de Sculpture en plein air « repères » : « Espace Psycho-Biodynamique »                                          | Collective     |           |
| 1986         | Paris | France                                                                            | Manifestation              | Grand Palais | FIAC 86, présentation de la galerie Renée Ziegler, Zurich                                                                  | Collective     |           |
| 1986         | Lugano | Suisse                                                                            | Banque                     | Crédit Suisse | « Pittura d'oggi nel Ticino »                                                                                              | Collective     | Oui       |
| 1987         | Bonn | Allemagne                                                                         | Galerie                    | Pudelko | « Alchimie de la Vision – Archéologie de la Pensée »                                                                       | Individuelle   |           |
| 1987         | Lugano | Suisse                                                                            | Galerie                    | Dabbeni | « Menzonio – Paris 1972-1986 »                                                                                             | Individuelle   | Oui       |
| 1987         | Svedala | Suède                                                                             | Galerie                    | Tittenté | « Alchimie de la Vision – Archéologie de la Pensée »                                                                       | Individuelle   |           |
| 1987,        | Saint-Rémy-de-Provence                                                                                          | France                                                                            | Galerie                    | Noella G | « Peintures - Témoins », 1981 - 1987                                                                                       | Individuelle   |           |
| 1987,        | Tōkyō | Japon                                                                             | Musée                      | Meguro Museum of Arts | « LAMBDA, Espace Psycho-Biodynamique »                                                                                     | Collective     | Oui       |
| 1987         | Paris | France                                                                            | Galerie                    | Maximilien Guiol | « Éditions » | Collective     |           |
| 1987         | Bâle | Suisse                                                                            | Manifestation              | Art Basel | ART/87, présentation du Studio d'Arte Contemporanea Dabbeni, Lugano                                                        | Collective     |           |
| 1987         | Yverdon-Les-Bains                                                                                               | Suisse                                                                            | Galerie                    | Hôtel-de-Ville | Exposition « Des Corps en décors » : « Espace-lumière 3 »                                                                  | Collective     | Oui       |
| 1987         | Paris | France                                                                            | Centre culturel            | Centre culturel suisse | Exposition « Des Corps en décors »                                                                                         | Collective     | Oui       |
| 1987         | Ferrara | Italie                                                                            | Église                     | San Romano | « Il Ticino una repubblica italiana. Aspetti dell'arte contemporanea ticinese »                                            | Collective     | Oui       |
| 1988         | Paris | France                                                                            | Centre culturel            | Centre culturel suisse | « LAMBDA, Espace Psycho-Biodynamique » (affiche)                                                                           | Individuelle   | Oui       |
| 1988         | Lugano | Suisse                                                                            | Galerie                    | Dabbeni | « Opera e Spazio » (œuvre et espace)                                                                                       | Collective     |           |
| 1988         | Baden | Suisse                                                                            | Galerie                    | Trudelhaus | « Schöpfung » | Collective     |           |
| 1988         | Saint-Gall | Suisse                                                                            | Musée                      | Kunstmuseum | « Schweizer Kunst der Gegenwart », la collection de la banque du Gothard                                                   | Collective     | Oui       |
| 1989         | La Neuveville                                                                                                   | Suisse                                                                            | Galerie                    | Noella G | « LAMBDA, Espace en situation »                                                                                            | Individuelle   |           |
| 1989         | Baden | Suisse                                                                            | Galerie                    | Trudelhaus | « Arraché des Ténèbres, Le Geste prend Forme de Lumière »                                                                  | Individuelle   |           |
| 1989         | Zurich | Suisse                                                                            | Galerie                    | Renée Ziegler | « LAMBDA, Formation - Transformation ». Travaux de 1986 à 1989                                                             | Individuelle   |           |
| 1989         | Lugano | Suisse                                                                            | Galerie                    | Dabbeni | « LAMBDA, Situation - Parcours »                                                                                           | Individuelle   |           |
| 1989         | Genève | Suisse                                                                            | Galerie                    | Bonnier | « Vingt ans avec Camesi »                                                                                                  | Individuelle   |           |
| 1989         | Paris | France                                                                            | Galerie                    | Lahumière | « En 3 Dimensions » Sculptures de Gianfredo Camesi, Floris et d'Imbleval                                                   | Collective     |           |
| 1989         | Dietikon | Suisse                                                                            | Plein air                  | Espace public | Exposition de sculptures « Eisen 1989 »                                                                                    | Collective     |           |
| 1989         | Môtiers | Suisse                                                                            | Plein air                  | Espace public | Exposition Suisse de Sculpture                                                                                             | Collective     | Oui       |
| 1989         | Zoug | Suisse                                                                            | Musée                      | Kunstmuseum | Exposition Suisse de Sculpture : « Holz »                                                                                  | Collective     | Oui       |
| 1989         | Saint-Gall | Suisse                                                                            | Musée                      | Textilmuseum | Exposition « Des Corps en décors »                                                                                         | Collective     | Oui       |
| 1989         | Paris | France                                                                            |                            | Porte de la Suisse (Office national suisse du tourisme)                                                                         | Exposition « Des Corps en décors »                                                                                         | Collective     | Oui       |
| 1989         | Pully | Suisse                                                                            |                            | | Reflets contemporains d'une collection. Gravures de l'école polytechnique fédérale de Zurich                               | Collective     |           |
| 1990         | Locarno | Suisse                                                                            | Galerie                    | Galerie L | « Lavori su carta » (travaux sur papier)                                                                                   | Individuelle   |           |
| 1990         | Bad Ragaz | Suisse                                                                            | Plein air                  | Espace public | « Passagen Skulpturen in Bad Ragaz 1990 »                                                                                  | Collective     | Oui       |
| 1990         | Vira-Gambarogno                                                                                                 | Suisse                                                                            | Plein air                  | Espace public | Exposition nationale de sculpture en plein air « G'90 »                                                                    | Collective     | Oui       |
| 1991         | Paris | France                                                                            | Galerie                    | François Mitaine | « Cosmogonie Terrestre »                                                                                                   | Individuelle   | Oui       |
| 1991         | Menzonio | Suisse                                                                            | Église                     | Oratorio della Beata Vergine | « Genesi di un'opera » (Genèse d'une œuvre)                                                                                | Individuelle   |           |
| 1991         | Genève | Suisse                                                                            | Salle d'exposition         | Pont de la machine | « Une Touche Suisse ». Galerie Bonnier, Trente ans d'activité 1961 - 1991                                                  | Collective     |           |
| 1991         | La Neuveville                                                                                                   | Suisse                                                                            | Galerie                    | Noella G | « Sculptures dans le parc, Dessins de sculpteurs »                                                                         | Collective     |           |
| 1991         | Martigny | Suisse                                                                            | Musée                      | Fondation Gianadda | « Sculpture Suisse en plein air 1960 – 1991 »                                                                              | Collective     |           |
| 1991,        | Wettingen | Suisse                                                                            | Plein air                  | Espace public | « Kulturweg Wettingen » : « Ciel - Terre – Ciel », sculpture monumentale                                                   | Collective     |           |
| 1991         | Bellinzone | Suisse                                                                            | Château                    | Castelgrande | « Collection Marguerite Arp »                                                                                              | Collective     |           |
| 1991         | Münster | Allemagne                                                                         | Musée                      | Westfälisches Landmuseum | « Collection Marguerite Arp »                                                                                              | Collective     |           |
| 1992         | La Neuveville                                                                                                   | Suisse                                                                            | Galerie                    | Noella G | « Terrestre, Dessins et paravent »                                                                                         | Individuelle   |           |
| 1992 - 1993  | Gênes | Italie                                                                            | Musée                      | Villa Croce | « Paradigmi della frammentazione nell'arte Svizzera »                                                                      | Collective     | Oui       |
| 1992 - 1993  | Genève | Suisse                                                                            | Musée                      | Rath | « Collection du musée d'Art et d'Histoire et de l'AMAM »                                                                   | Collective     |           |
| 1992 - 1993  | Zollikon | Suisse                                                                            | Musée                      | Fondation pour les sculptures en fer, villa Severini                                                                            | « Collection Dr. Hans Koenig »                                                                                             | Collective     |           |
| 1992 - 1993  | La Neuveville                                                                                                   | Suisse                                                                            | Galerie                    | Noëlla G | « Arts au Pluriel » | Collective     |           |
| 1993         | Pfäffikon | Suisse                                                                            | Centre culturel            | Seedamm-Kulturzentrum | « Moderne Kunst – Unsere Gegenwart »                                                                                       | Collective     |           |
| 1993         | Bex | Suisse                                                                            | Plein air                  | Espace public | Exposition d'art en plein air (5e) « Bex et Arts 93 : Mise en scène »                                                      | Collective     | Oui       |
| 1993 - 1994  | Zurich | Suisse                                                                            | Galerie                    | Renée Ziegler | « Peintures – Portraits, 1990 »                                                                                            | Individuelle   |           |
| 1994         | Engelberg | Suisse                                                                            | Galerie                    | Tal Museum | « All'Incontro del Cielo con la Terra »                                                                                    | Individuelle   |           |
| 1994,        | Neuchâtel | Suisse                                                                            | Musée                      | art et d'histoire | Cheminement, rétrospective 1964 - 1994 (affiche)                                                                           | Individuelle   | Oui       |
| 1994,        | Berne | Suisse                                                                            | Musée                      | Kunstmuseum | « Vacuité» (affiche) | Individuelle   | Oui       |
| 1994         | La Neuveville                                                                                                   | Suisse                                                                            | Galerie                    | Noella G | « Signes particuliers » | Individuelle   | Oui       |
| 1994         | Zollikon | Suisse                                                                            | Musée                      | Fondation pour les sculptures en fer, villa Severini                                                                            | | Collective     |           |
| 1994         | Bâle | Suisse                                                                            | Manifestation              | Art Basel | ART/94 | Collective     |           |
| 1995         | Paris | France                                                                            | Galerie                    | François Mitaine | « Terrestre », « Camesi peint la peinture »                                                                                | Individuelle   | Oui       |
| 1995         | Berne | Suisse                                                                            | Plein air                  | Espace public : Rosengarten | Quatre sculpteurs suisses invités par la Maison Latine. « 2 Colonnes »                                                     | Collective     |           |
| 1995         | Genève | Suisse                                                                            | Musée                      | Art moderne et contemporain | Rudiments d'un musée possible 4                                                                                            | Collective     |           |
| 1995         | Vevey | Suisse                                                                            | Musée                      | Jenisch | « À chacun sa montagne »                                                                                                   | Collective     | Oui       |
| 1995         | Paris | France                                                                            |                            | Cirque d'hiver | | Collective     |           |
| 1995         | Melide | Suisse                                                                            | Église                     | SS. Quirico e Giulitta | « Chemin de croix et ensemble des objets de culte »                                                                        | Individuelle   |           |
| 1996         | Zurich | Suisse                                                                            | Galerie                    | Renée Ziegler | « Vacuité » | Individuelle   |           |
| 1996         | Bex | Suisse                                                                            | Plein air                  | Espace public | Exposition d'art en plein air (6e) « Bex et Arts 96 : Babylone »                                                           | Collective     | Oui       |
| 1996 - 1997  | Genève | Suisse                                                                            | Galerie                    | Bonnier | Gianfredo Camesi | Individuelle   |           |
| 1997         | Milan | Italie                                                                            | Galerie                    | Vismara | « Vacuité » | Individuelle   |           |
| 1997         | Berne | Suisse                                                                            | Galerie                    | Ramseyer & Kaelin | « Chemin du Corps » | Individuelle   |           |
| 1997         | Lustenau-Widnau                                                                                                 | Autriche - Suisse                                                                 | Plein air                  | Espace public | Exposition d'art en plein air « Rhein-Art 97 »                                                                             | Collective     | Oui       |
| 1997         | Lausanne | Suisse                                                                            | Galerie                    | Niu d’Art | « Vacuité » | Individuelle   |           |
| 1997         | Cureglia | Suisse                                                                            | Plein air                  | Espace public | IVe biennale SPSAS : « Observatoire Métaphysique »                                                                         | Individuelle   | Oui       |
| 1997         | Lausanne | Suisse                                                                            | Atelier                    | Raynald Mettraux | | Individuelle   |           |
| 1997         | Engelberg | Suisse                                                                            | Musée                      | Tal Museum | « Aspeckt, Landschaft » | Collective     | Oui       |
| 1997         | Emmenbrücke | Suisse                                                                            | Galerie                    | Gersag | « Eisen und Stahl aus der Stiftung Sammlung Dr. Hans Koenig »                                                              | Collective     |           |
| 1997         | Genève | Suisse                                                                            | Galerie                    | Bonnier | « Images d'homme » | Collective     |           |
| 1997         | Zurich | Suisse                                                                            | Galerie                    | Welti - Modern Art | | Collective     |           |
| 1998         | Rome | Italie                                                                            | Centre culturel            | Institut suisse de Rome | « Chemin du Corps 24 - 24 »                                                                                                | Individuelle   |           |
| 1998         | Martigny | Suisse                                                                            | Musée                      | Fondation Louis Moret | « Vacuité » | Individuelle   |           |
| 1998         | Martigny | Suisse                                                                            | Musée                      | Manoir de la Ville | « Espace – Mesure du Temps »                                                                                               | Individuelle   |           |
| 1998         | Paris | France                                                                            | Galerie                    | Arnaud - Guiol | | Individuelle   |           |
| 1998         | Genève | Suisse                                                                            | Galerie                    | Bonnier | « Peintures! Peinture » Gianfredo Camesi et Pierre Haubensak                                                               | Collective     |           |
| 1998,        | Le Locle | Suisse                                                                            | Musée                      | Beaux Arts | Prix de la ville du Locle. « 3e triennale de l'estampe originale »                                                         | Collective     | Oui       |
| 1998         | Engelberg | Suisse                                                                            | Musée                      | Tal Museum | Encore | Collective     |           |
| 1998         | Lugano | Suisse                                                                            | Musée                      | Cantonal d'art | « Il segno della SPSAS. Aspetti del dissegno contemporaneo in Ticino »                                                     | Collective     | Oui       |
| 1998         | Martigny | Suisse                                                                            | Musée                      | Manoir de la Ville | La centième | Collective     | Oui       |
| 1998         | Zurich | Suisse                                                                            | Musée                      | Haus Konstruktiv | « Regel und Abweichung. Schweiz Konstruktiv 1960 bis 1997 »                                                                | Collective     | Oui       |
| 1998         | Neuchâtel | Suisse                                                                            | Musée                      | art et d'histoire | « Regel und Abweichung. Schweiz Konstruktiv 1960 bis 1997 »                                                                | Collective     | Oui       |
| 1998         | Brig/Visp | Suisse                                                                            | Galerie                    | Kunstverein Oberwallis | « Schweizer Bildhauer als Zeichner »                                                                                       | Collective     |           |
| 1998         | Montreux | Suisse                                                                            | Centre culturel            | de Montreux | | Collective     |           |
| 1998         | Soleure | Suisse                                                                            | Salles d'exposition        | Reithalle | | Collective     |           |
| 1999         | Aarau | Suisse                                                                            | Clinique                   | im Schachen | « Terrestre » | Individuelle   |           |
| 1999         | Locarno | Suisse                                                                            | Galerie                    | Portico 3 | « Vacuité » | Individuelle   |           |
| 1999         | Saint-Rémy-de-Provence                                                                                          | France                                                                            | Musée                      | Centre d'Art Van Gogh | Hommage à la galeriste Noëlla G.                                                                                           | Collective     | Oui       |
| 1999         | Neuchâtel | Suisse                                                                            | Musée                      | art et d'histoire | Hommage à la galeriste Noëlla G.                                                                                           | Collective     | Oui       |
| 1999         | Genève | Suisse                                                                            | Banque                     | Bruxelles Lambert | Hommage au collectionneur André L'Huillier                                                                                 | Collective     |           |
| 1999         | Genève | Suisse                                                                            | Musée                      | Rath | 20 ans de mécénat à la Banque Cantonalede Genève                                                                           | Collective     | Oui       |
| 1999         | Lausanne | Suisse                                                                            | Musée                      | cantonal des Beaux-Arts | Abstractions | Collective     |           |
| 1999         | Lausanne | Suisse                                                                            | Plein air                  | Esplanade de Montbenon | Espaces d'une sculpture | Collective     |           |
| 1999         | Berthoud | Suisse                                                                            | Galerie                    | Esther Münger | Gianfredo Camesi, Pierre Chevalley, Gottfried Tritten                                                                      | Collective     |           |
| 1999         | Bex | Suisse                                                                            | Plein air                  | Espace public | Exposition d'art en plein air (7e) « Mémoires. Paysages intérieurs »                                                       | Collective     |           |
| 1999         | Vevey | Suisse                                                                            | Musée                      | Jenisch | Société suisse de gravure, 1918 - 1998. De Klee à Disler                                                                   | Collective     |           |
| 1999 - 2000  | Itinéraire : Caracas, Medellin, Mexico, San José, Asunción, Montevideo et Lima                                  | Itinéraire : Venezuela, Colombie, Mexique, Costa Rica, Paraguay, Uruguay et Pérou | Musées                     | | Exposition itinérante : « La Razón para la impresión. Printmaking in Switzerland since 1960 »                              | Collective     | Oui       |
| 2000         | Zurich | Suisse                                                                            | Galerie                    | Renée Ziegler | « Spazio Misura del Tempo », Portrait de la Ville                                                                          | Individuelle   |           |
| 2000         | Cevio | Suisse                                                                            | Musée                      | Museo di Vallemaggia | « Spazio Misura del Tempo, Rittrati della Valle » (Espace Mesure du Temps, Portraits de la vallée)                         | Individuelle   | Oui       |
| 2000         | Prangins | Suisse                                                                            | Musée                      | national suisse château de Prangins                                                                                             | « NET ART » peintures, sculptures installations et tapisseries d'Aubusson                                                  | Collective     | Oui       |
| 2000,        | Engelberg | Suisse                                                                            | Musée                      | Tal Museum | « Aspekt Porträt » - 16 Positionen aktueller Kunst                                                                         | Collective     |           |
| 2000         | Cortaillod | Suisse                                                                            | Galerie                    | Jonas | | Collective     |           |
| 2000         | Bellinzone | Suisse                                                                            | Musée                      | Sasso Corbaro | | Collective     |           |
| 2000         | Genève | Suisse                                                                            | Musée                      | art et d'histoire | Autoportraits/Dessins | Collective     |           |
| 2000         | Granges | Suisse                                                                            | Musée                      | Kunsthaus | Hommage an Peter Kneubühler                                                                                                | Collective     |           |
| 2000         | Zurich | Suisse                                                                            | Musée                      | national suisse | « NET ART » Art contemporain au musée d'histoire                                                                           | Collective     |           |
| 2000         | Paris | France                                                                            | Ambassade                  | de Suisse en France | Tapisserie au présent. Œuvres récentes suisses et françaises                                                               | Collective     |           |
| 2000 - 2001  | Itinéraire : Auckland, Nelson, Timaru et Dunedin                                                                | Nouvelle-Zélande                                                                  | Musées                     | | Exposition itinérante : « Why make prints. Printmaking in Switzerland since 1960 »                                         | Collective     | Oui       |
| 2001 - 2004  | Itinéraire : Canberra, Adelaide, Burnie, Hobart, Bendigo, Morningside, Hamilton, Perth, Kalgoorlie et Melbourne | Australie                                                                         | Musées                     | | Exposition itinérante : « Why make prints. Printmaking in Switzerland since 1960 »                                         | Collective     | Oui       |
| 2001         | Sion | Suisse                                                                            | Musée                      | Cantonal, Ancien Pénitencier | Encore, la force de la répétition                                                                                          | Collective     |           |
| 2001         | Eglisau | Suisse                                                                            | Galerie                    | Am Platz | Grafik. Gast Atelier Lafranca, Versio/Cerentino                                                                            | Collective     |           |
| 2002,        | Lugano - Magliaso                                                                                               | Suisse                                                                            | Galerie                    | Officina arte | « Vacuité Terrestre » | Individuelle   | Oui       |
| 2002         | Bellinzone | Suisse                                                                            | Musée                      | Villa dei Cedri | « Genesi di un processo creativo, Tavole della memoria »                                                                   | Individuelle   | Oui       |
| 2002         | Neuchâtel | Suisse                                                                            | Musée                      | Art et d’Histoire | Big is Beautiful | Collective     | Oui       |
| 2002         | Morges | Suisse                                                                            | Galerie                    | Rouge | Nicolas Raboud. Construire une exposition                                                                                  | Collective     |           |
| 2002,        | Bex | Suisse                                                                            | Plein air                  | Espace public | Exposition d'art en plein air (8e) « Bex et Arts 2002 : Noces »                                                            | Collective     | Oui       |
| 2002 - 2003, | Linz | Autriche                                                                          | Galerie                    | Neue Galerie | « Vacuité » parphélie-Sonnenring                                                                                           | Individuelle   |           |
| 2003         | Linz | Autriche                                                                          | Musée                      | Lentos Kunstmuseum | « Avantgarde und Tradition »                                                                                               | Collective     | Oui       |
| 2003         | Rancate | Suisse                                                                            | Bibliothèque               | Pinacoteca cantonale Giovanni Züst                                                                                              | « In buona fede » | Collective     | Oui       |
| 2003         | Attalens | Suisse                                                                            | Château                    | Château d'Attalens | Les week-ends artistiques du château d'Attalens                                                                            | Collective     |           |
| 2003         | Innsbruck | Autriche                                                                          | Musée                      | Tiroler Landesmuseum Ferdinandeum                                                                                               | « Schweizer Art III » | Collective     |           |
| 2004,        | Locarno | Suisse                                                                            | Galerie                    | AMMANN | « Spazio Misura del Tempo »                                                                                                | Individuelle   |           |
| 2004         | Linz | Autriche                                                                          | Galerie                    | Thiele | « Spazio Misura del Tempo »                                                                                                | Individuelle   |           |
| 2004,        | Milan | Italie                                                                            | Centre Culturel            | Centre Culturel Suisse | « Chemin du Corps 24 - 24 »                                                                                                | Individuelle   |           |
| 2004         | Locarno | Suisse                                                                            | Galerie                    | AMMANN | « Contrasti » | Collective     |           |
| 2004         | Zurich | Suisse                                                                            | Salles d'exposition        | Collection graphique de l'école polytechnique fédérale de Zurich                                                                | « Flugstunde. Schweizerische Künstlergraphik der 60er und 70er Jahre »                                                     | Collective     |           |
| 2004         | Locarno | Suisse                                                                            | Galerie                    | AMMANN | « Hommage al Festival del Film »                                                                                           | Collective     |           |
| 2004         | Chêne-Bougerie                                                                                                  | Suisse                                                                            | Plein air                  | Espace public | Exposition d'art en plein air « L'eau et le bois »                                                                         | Collective     | Oui       |
| 2004,        | Lugano | Suisse                                                                            | Musée                      | Civique des Beaux-Arts, Villa Ciani                                                                                             | « Il superamento delle avanguardie, 1953 - 2003 »                                                                          | Collective     | Oui       |
| 2005         | Bellinzone | Suisse                                                                            | Musée                      | Villa dei Cedri | « I classici di Villa dei Cedri dall'Ottocento al contemporaneo »                                                          | Collective     |           |
| 2005,        | Bad Salzdetfurth                                                                                                | Allemagne                                                                         | Musée                      | Kunstverein Bad Salzdetfurth im Schlosshof Bodenburg                                                                            | « La main dans la main »                                                                                                   | Collective     | Oui       |
| 2005,        | Bex | Suisse                                                                            | Plein air                  | Espace public | Exposition d'art en plein air (9e) « Bex et Arts Expo 05 : Le goût du sel »                                                | Collective     | Oui       |
| 2005         | Locarno | Suisse                                                                            | Galerie                    | AMMANN | « Primavera » | Collective     |           |
| 2005 - 2006  | Wettingen | Suisse                                                                            | Plein air                  | Espace public | Exposition d'art en plein air « Kulturweg Limmat »                                                                         | Collective     |           |
| 2006,        | Locarno | Suisse                                                                            | Galerie                    | AMMANN | « Dal cammino del corpo al corpo del pensiero »                                                                            | Individuelle   |           |
| 2006,        | Vevey | Suisse                                                                            | Galerie                    | Ô quai des arts | « Vacuité » | Individuelle   |           |
| 2006         | Lugano | Suisse                                                                            | Musée                      | Cantonal d'art | « une sélection de la collection permanente »                                                                              | Collective     |           |
| 2006         | Martigny | Suisse                                                                            | Musée                      | Fondation Louis Moret | « 21 ans. Collective rétrospective 1997-2006 »                                                                             | Collective     |           |
| 2006         | Locarno | Suisse                                                                            | Galerie                    | AMMANN | « 5 anni arte moderna Amann »                                                                                              | Collective     |           |
| 2007,        | Lugano | Suisse                                                                            | Musée                      | Cantonal d'art | « Affinità e complementi ». Œuvres des musées suisses en dialogue avec la collection.                                      | Collective     | Oui       |
| 2007         | Locarno | Suisse                                                                            | Galerie                    | AMMANN | « Colours » | Collective     |           |
| 2007 - 2008, | Duisbourg | Allemagne                                                                         | Galerie                    | DKM | Plénitude (installation)                                                                                                   | Individuelle   |           |
| 2008         | Locarno | Suisse                                                                            | Galerie                    | AMMANN | « Mostra di natale. Stelle d'arte »                                                                                        | Collective     |           |
| 2008,        | Bex | Suisse                                                                            | Plein air                  | Espace public | Exposition d'art en plein air (10e) Bex & Arts 2008 : « Lasciami »                                                         | Collective     | Oui       |
| 2009,        | Bellinzone | Suisse                                                                            | Musée                      | Villa dei Cedri | « Arte e Natura » | Collective     | Oui       |
| 2009         | Locarno | Suisse                                                                            | Galerie                    | AMMANN | Enrico Baj, Gianfredo Camesi et Giovanni Vetere                                                                            | Collective     |           |
| 2009,        | New York, NY | USA                                                                               | Musée                      | MoMA | « In & Out of Amsterdam: Travels in Conceptual Art, 1960 - 1976 »                                                          | Collective     | Oui       |
| 2010         | Giubiasco | Suisse                                                                            | Galerie                    | Job | « Vacuité ». Exposition « Gianfredo Camesi e Giancarlo Tamagni. Le strade parallele dei due artisti ora settantenni »      | Collective     |           |
| 2011,        | Lugano | Suisse                                                                            | Musée                      | Cantonal d'art | « Eccéité » et rétrospective                                                                                               | Individuelle   | Oui       |